# 렛 미 인 (2010년 영화)
렛 미 인(Let Me In)은 2008년 개봉된 영화이다.

## 줄거리
뉴 멕시코의 어느 마을에 갑작스럽게 벌어진 의문의 살인 사건. 그날 밤 한 소녀와 남자가 이사를 온다. 겨울밤 외톨이 소년 오웬(코디 스밋-맥피)은 옆집으로 이사 온 어딘가 묘한 분위기의 소녀에게 처음으로 사랑에 빠진다. 천사의 얼굴과 아이의 마음을 가진 소녀 애비(클로이 모레츠). 하지만 서서히 그녀의 엄청난 괴수 본능이 드러나는데... 살기 위해 피가 필요했고, 자신을 지켜줄 사랑이 필요했던 12살 뱀파이어 소녀. 그런 그녀를 위해 피를 구하는 이제는 늙고 지쳐버린 남자 토마스(리차드 젠킨슨)는 “애비 미안해”라는 글귀가 적힌 편지를 남기고 스스로 목숨을 끊는다. 그녀가 머물면 모두가 죽을 것이다. 오웬은 이제 선택해야만 한다! 12살 뱀파이어 소녀, 의문의 살인범과 소년에게 숨겨진 슬프고도 충격적인 이야기. 그들에게 숨겨진 이야기는 과연 무엇일까…?

## 배역
- 코디 스밋맥피 - 오웬
- 클로이 머레츠 - 애비